# Koda (národní přírodní rezervace)
Koda je národní přírodní rezervace nacházející se v chráněné krajinné oblasti Český Kras v okrese Beroun. Rozprostírá se na katastrálním území obcí Korno, Srbsko, Tetín a Tobolka v nadmořské výšce 220–467 metrů. V roce 1952 byla oblast vyhlášena jako národní přírodní rezervace a v současné době je ve správě Agentura ochrany přírody a krajiny ČR. Oblast Karlštejn–Koda byla v roce 2005 v rámci Natura 2000 vyhlášena jako evropsky významná lokalita. Díky rozmanitosti a kvalitě zdejších biotopů je rezervace Koda považována za jedno z nejvýznamnějších území Českého Krasu. Důvodem ochrany je nejenom druhová rozmanitost flóry a fauny, ale také ráz zdejší krajiny s krasovými jevy typickými pro Český kras.
Na území rezervace se nachází i stejnojmenná osada Koda, část obce Tetín.

## Historie
Na území rezervace se nachází řada jeskyní s archeologickým významem. Nálezy z nich dokazují pravěké i novověké osídlení.

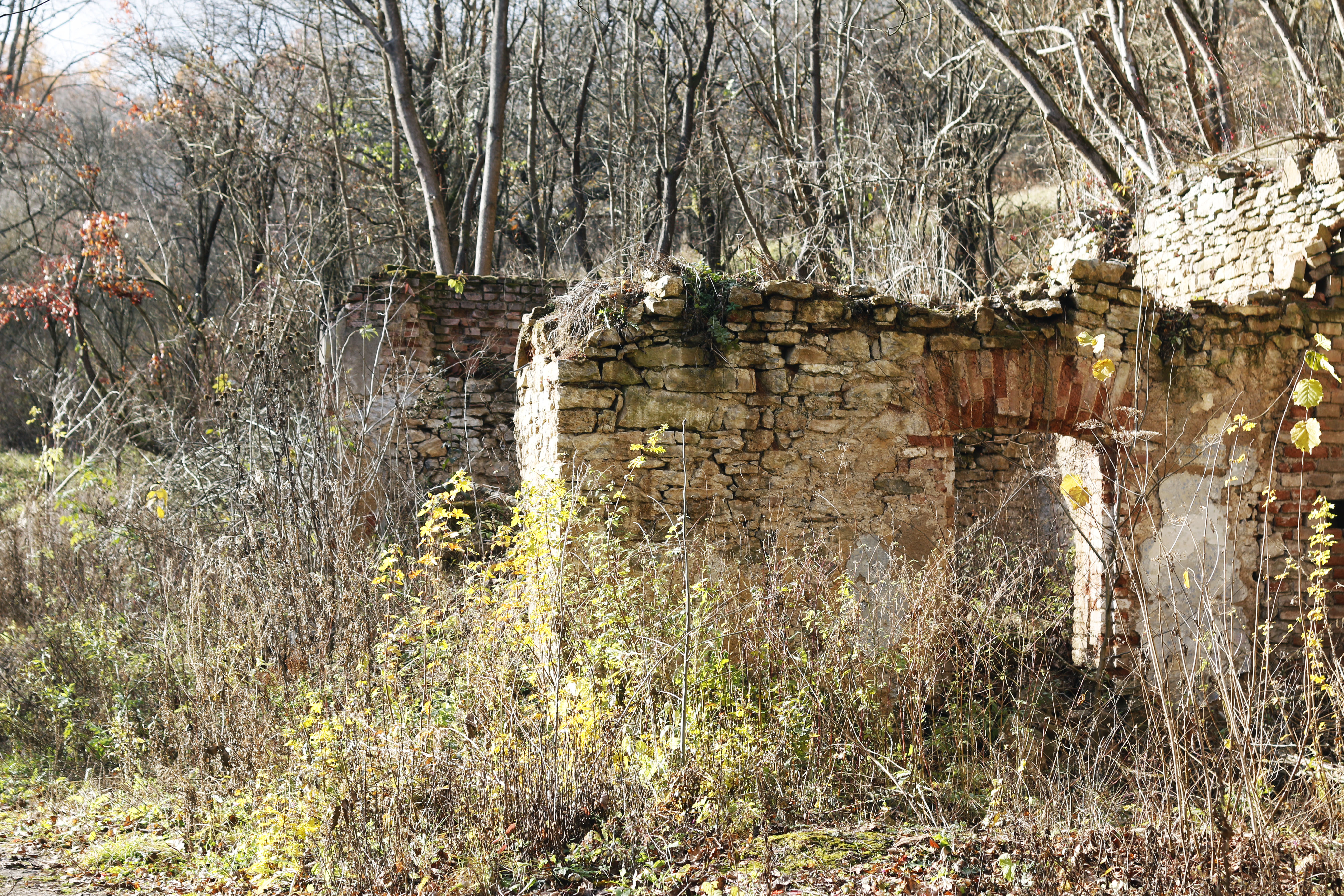
Zřícenina spodního Kodského mlýna

To, jak se území rezervace Koda vyvíjelo, bylo do značné míry ovlivněno lidskou činností. Jelikož však kvůli nevhodným půdním podmínkám a členitému terénu nebyla lokalita vhodná pro zemědělské využití, zachoval se v zde les. Od dob vlády Karla IV. ve 14. století se území dnešní rezervace Koda stalo součástí karlštejnského panství. 
Během 18. století zde začalo být více pařezin, které sloužily především jako zdroj paliva. V první polovině 19. století dokonce výrazně převažovaly nad vysokomennými lesy. Když se během druhé poloviny 19. století začalo dovážet uhlí z Plzně do Prahy, přestaly mít pařeziny tak velký význam. Na některých místech začaly být nahrazovány nepůvodními dřevinami jako je smrk ztepilý, trnovník akát, modřín opadavý či borovice černá. Po vyhlášení národní přírodní rezervace Koda v roce 1952 byly nepůvodní dřeviny do velké míry redukovány.

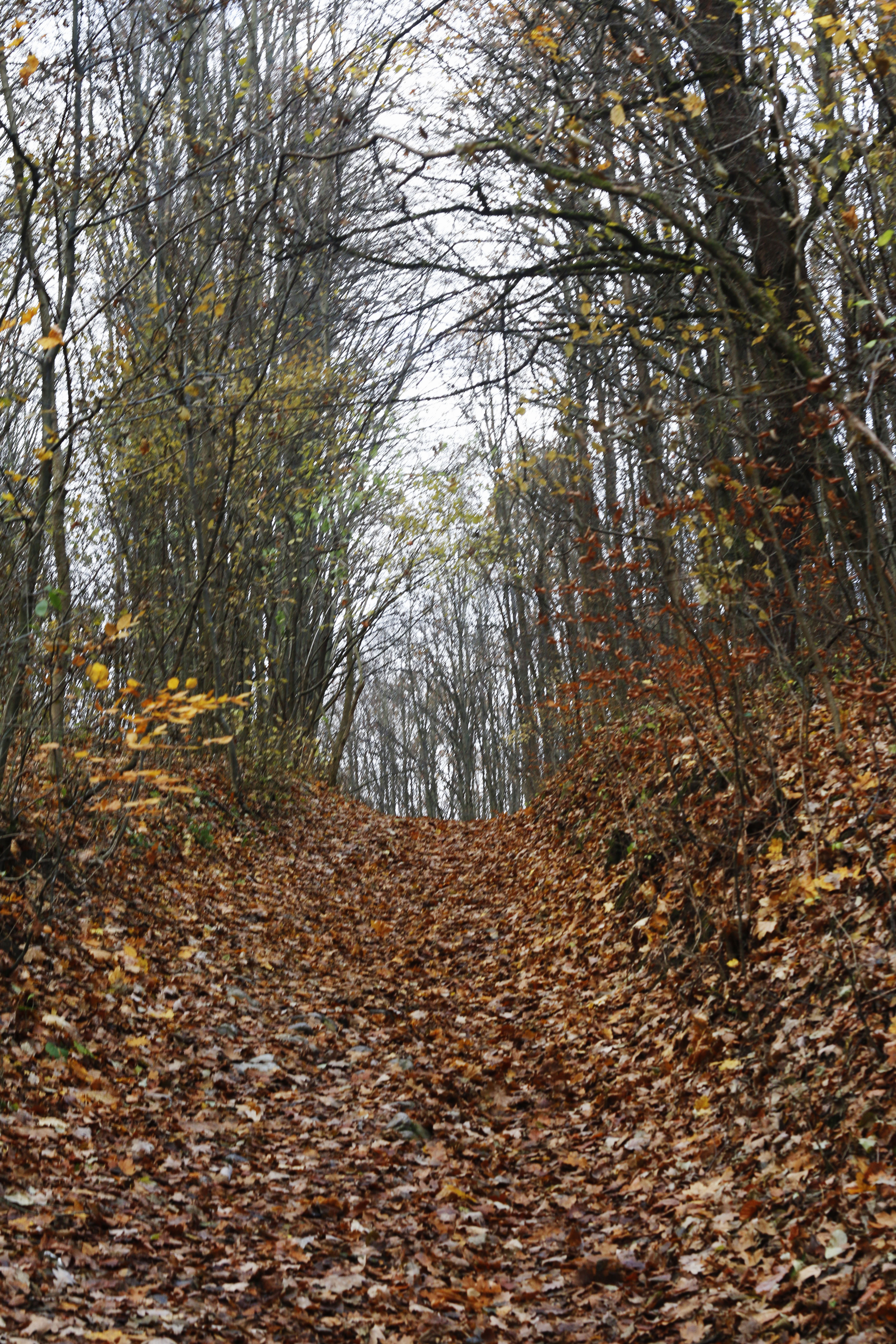
Doubrava podél žlutě značené turistické trasy

Za zmínku stojí i horní Kodský mlýn, který byl postaven začátkem 17. století na velmi netradičním místě. Mlýn byl totiž poháněn Kodskou vyvěračkou, podzemním krasovým pramenem. Výhoda Kodské vyvěračky spočívala v tom, že její voda má celoročně stabilní teplotu okolo 11 °C, mlýn tak mohl být v provozu i v zimních měsících. Díky svažitému terénu měl mlýn dvě kola umístěna nad sebou. Technické řešení mlýna bylo oceněno roku 1895 na Českoslovanské národopisné výstavě. Provoz mlýna skončil v roce 1934 a v dnešní době slouží pouze k rekreačním účelům. V Kodě se nacházel také spodní mlýn, ten však vyhořel a dnes jsou z něj pouze ruiny.

## Přírodní poměry
Rezervace leží na pravém břehu řeky Berounky směrem na západ od obce Srbsko a na jih od obce Tetín. Z geomorfologického hlediska patří do hořovické pahorkatiny. V docházkové vzdálenosti se nachází ochranářsky významné lokality národní přírodní památka Zlatý kůň a národní přírodní rezervace Karlštejn. Rozloha rezervace činí 497 ha. Díky členitosti a heterogenitě prostředí je lokalita pestrá na různé typy biotopů, zastoupeny jsou zde lužní a suťové lesy, kyselé a šípákové doubravy, dubohabřiny, vápnomilné bučiny, lesostepi, skalní stepi a xerotermní trávníky.

### Geologie

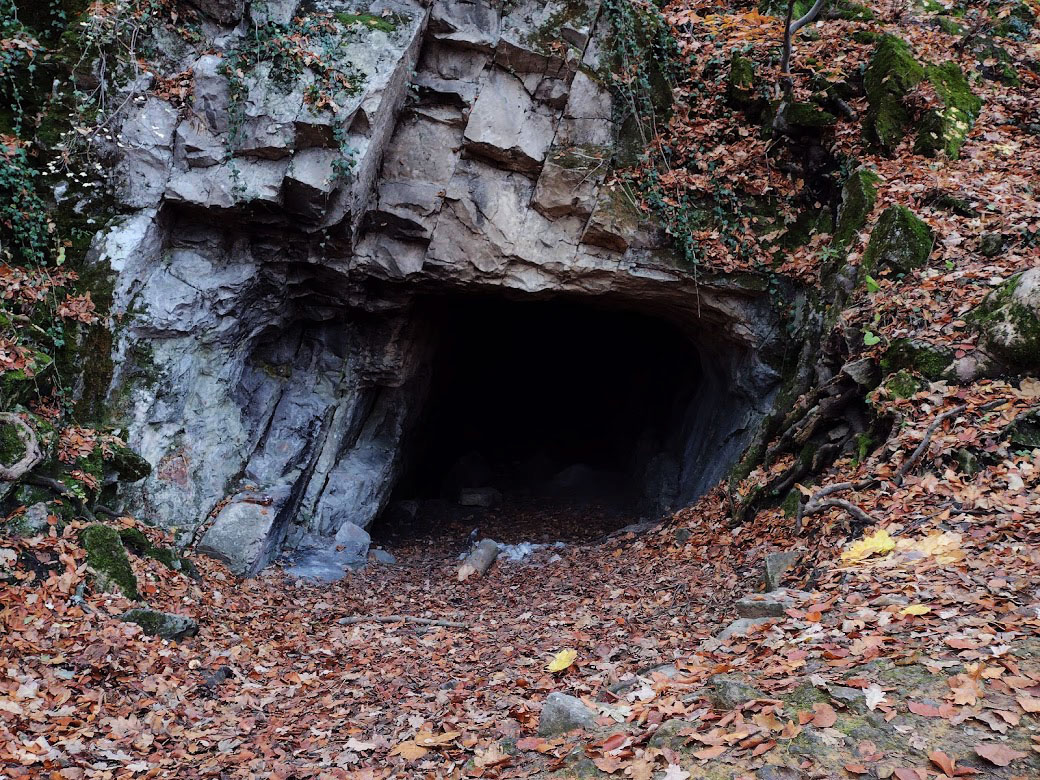
Jeskyně Koda

Lokalita se nachází v oblasti Český masiv formované variským vrásněním v geologické jednotce bohemikum. Dominatou geologického podloží jsou zde devonské vápence. Jedná se o horniny organogenního původu tvořené především uhličitanem vápenatým (CaCO3) a vzniklé sedimentací vápenatých schránek pradávných mořských živočichů jako jsou např. korály, měkkýši, vápenité řasy, sinice či bakterie. Mnoho takových schránek se zachovalo jako fosilie. V NPR Koda je několik paleontologicky významných oblastí jako je Císařská rokle, Kodská rokle (alias Údolí děsu) a západní svah Tobolského vrchu. V menší míře zde nalezneme také břidlice z období devonu, metamorfované horniny složené z jílovců a prachovců. V Kodské rokli se můžeme navíc setkat i s vrchnosilurskými vápenci.
U pramenišť v Kodské a Císařské rokli se můžeme setkat s pěnovci. Jedná se o druh sladkovodního vápence vznikajícího i v současné době. Voda s obsahem oxidu uhličitého prochází puklinami v horninách a rozpouští přitom uhličitan vápenatý. Když tato voda vyteče na povrch, uniká oxid uhličitý do vzduchu a uhličitan vápenatý se sráží ve formě vápence. Vegetace v toku (hlavně mechy a játrovky) proces urychluje díky spotřebě oxidu uhličitého při fotosyntéze. Pěnovcová ložiska jsou v České republice chráněna zákonem. 

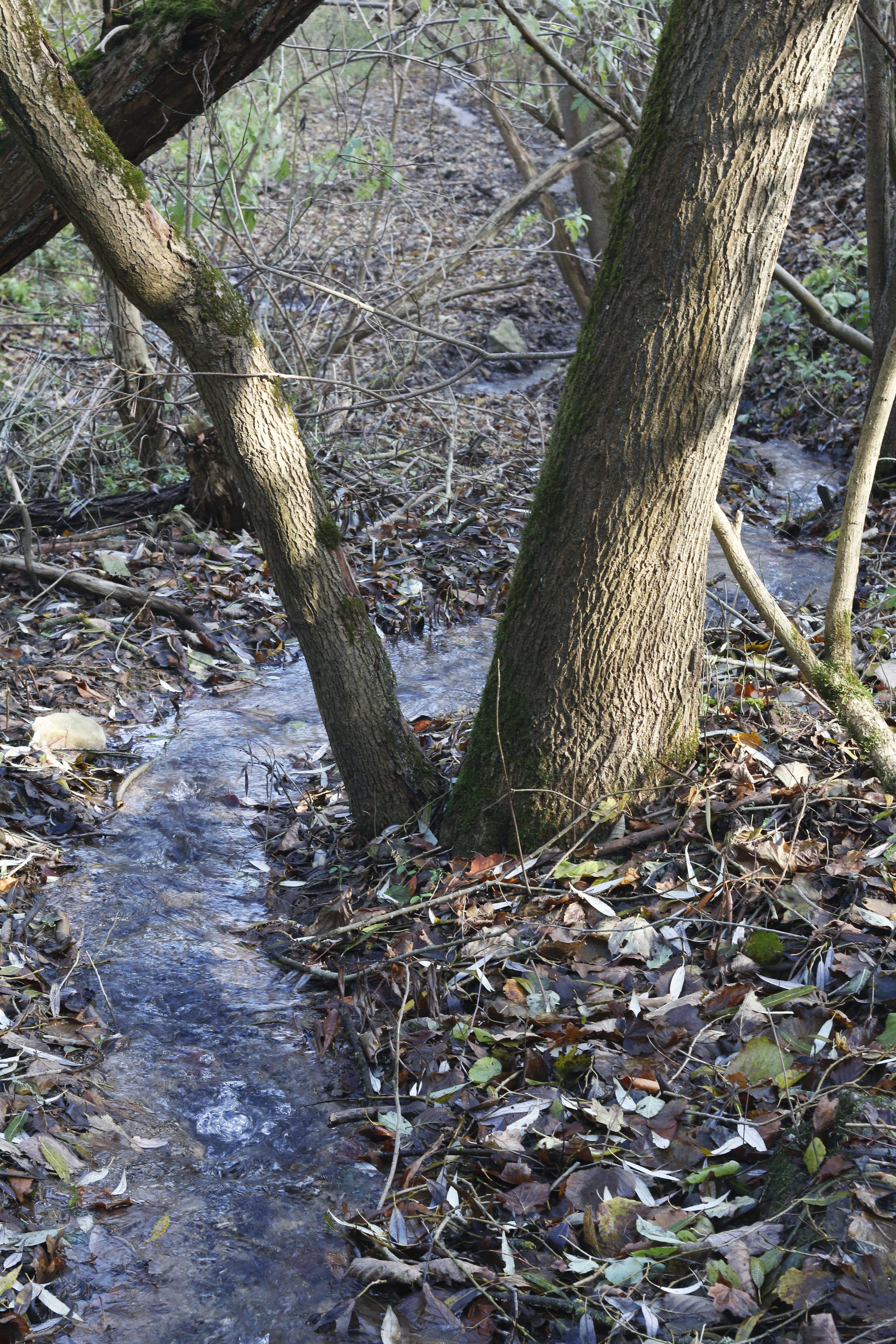
Kodský potok stékající Kodskou roklí

Vápence velmi snadno podléhají krasovění, zdejší krajina je tak velmi bohatá na různé krasové jevy. Je zde evidováno téměř padesát jeskyní, z nichž je několik archeologicky významných. Největší zdejší jeskyní je jeskyně Martina dlouhá 450 metrů. Díky archeologickým nálezům zde bylo doloženo již pravěké osídlení lidi. Další významné jeskyně jsou jeskyně Koda, jeskyně Uzávěrová či jeskyně Ve stráni.

### Hydrologie
Území národní přírodní rezervace patří do povodí řeky Berounky. Podzemní vodu v oblasti lze rozdělit na minimálně na dva oběhy. Hlubší z oběhů je pomalejší, je odvodňován krasovými výtoky přímo do Berounky. Mělčí oběh je rychlejší a vyvěrá na povrch v Kodské rokli, kde dál stéká jako Kodský potok a v Císařské rokli, kde dál teče jako bezejmenný potok. Oba zmíněné potoky ústí do Berounky.

### Flóra

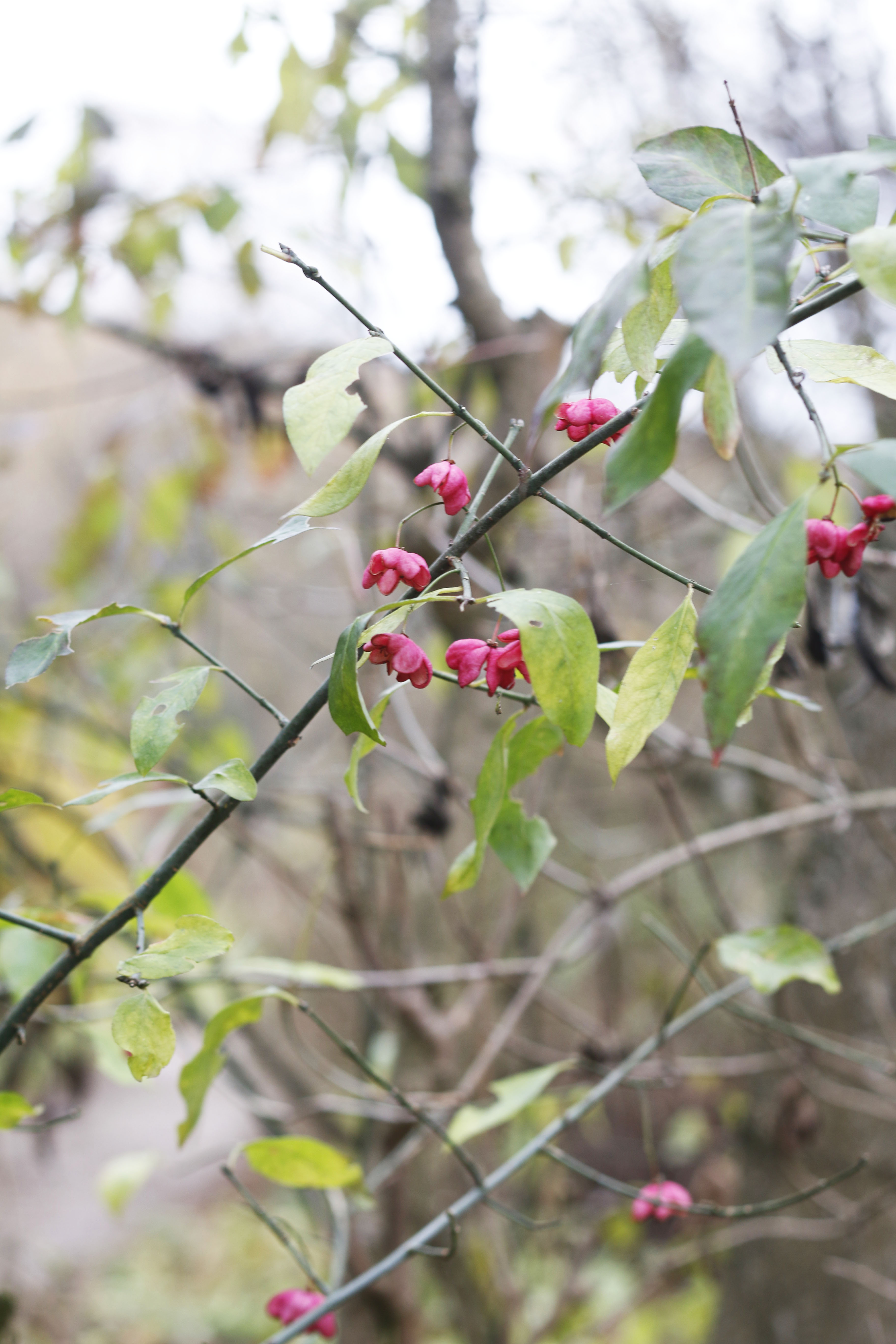
Brslen evropský

Většina území rezervace je zalesněná, proto se zde vyskytuje řada různých dřevin, jako je např. habr obecný (Carpinus betulus), buk lesní (Fagus sylvatica), dub zimní (Quercus petraea), dub šípák, dřín obecný (Cornus mas), jilm habrolistý (Ulmus minor), smrk ztepilý (Picea abies), jasan ztepilý (Fraxinus excelsior), javor klen (Acer pseudoplatanus), javor babyka (Acer campestre), lípa srdčitá (Tilia cordata), svídu krvavou (Cornus sanguinea), ptačí zob obecný (Ligustrum vulgare), jalovec obecný (Juniperus communis) a další. Z běžných bylin zde můžeme potkat rozrazil klasnatý (Veronica spicata), čistec lesní (Stachys sylvatica), oměj vlčí mor (Aconitum lycoctonum), jaterník podléška (Hepatica nobilis), kopytník evropský (Asarum europaeum), chrpa luční (Centaurea jacea), hvozdík kartouzek (Dianthus carthusianorum), rozchodník ostrý (Sedum acre), šalvěj luční (Salvia pratensis), dobromysl obecná (Origanum vulgare), tolita lékařská (Vincetoxicum hirundinaria), bukvice lékařská (Betonica officinalis), pelyněk ladní (Artemisia campestris), svízel vonný (Galium odoratum), zvonek broskvolistý (Campanula persicifolia), hlaváč žlutavý (Scabiosa ochroleuca) a mnoho dalších.
Na lokalitě roste také řada vzácných druhů bylin různého stupně ohrožení podle červeného seznamu. Příkladem může být včelník rakouský (Dracocephalum austriacum), jediný původní druh z rodu včelník vyskytující se na území ČR, jeřáb krasový (Sorbus eximia) endemit Českého krasu rostoucí na vrcholcích kopců, vstavač kukačka (Orchis morio) a vstavač nachový (Orchis purpurea), žluťucha smrdutá (Thalictrum foetidum), devaterník šedý (Helianthemum canum), chrpa chlumní (Centaurea triumphetii), plamének přímý (Clematis recta), kavyl Ivanův (Stipa pennata), lomikámen trojprstý (Saxifraga tridactyles), silenka ušnice (Silene otites) a další.

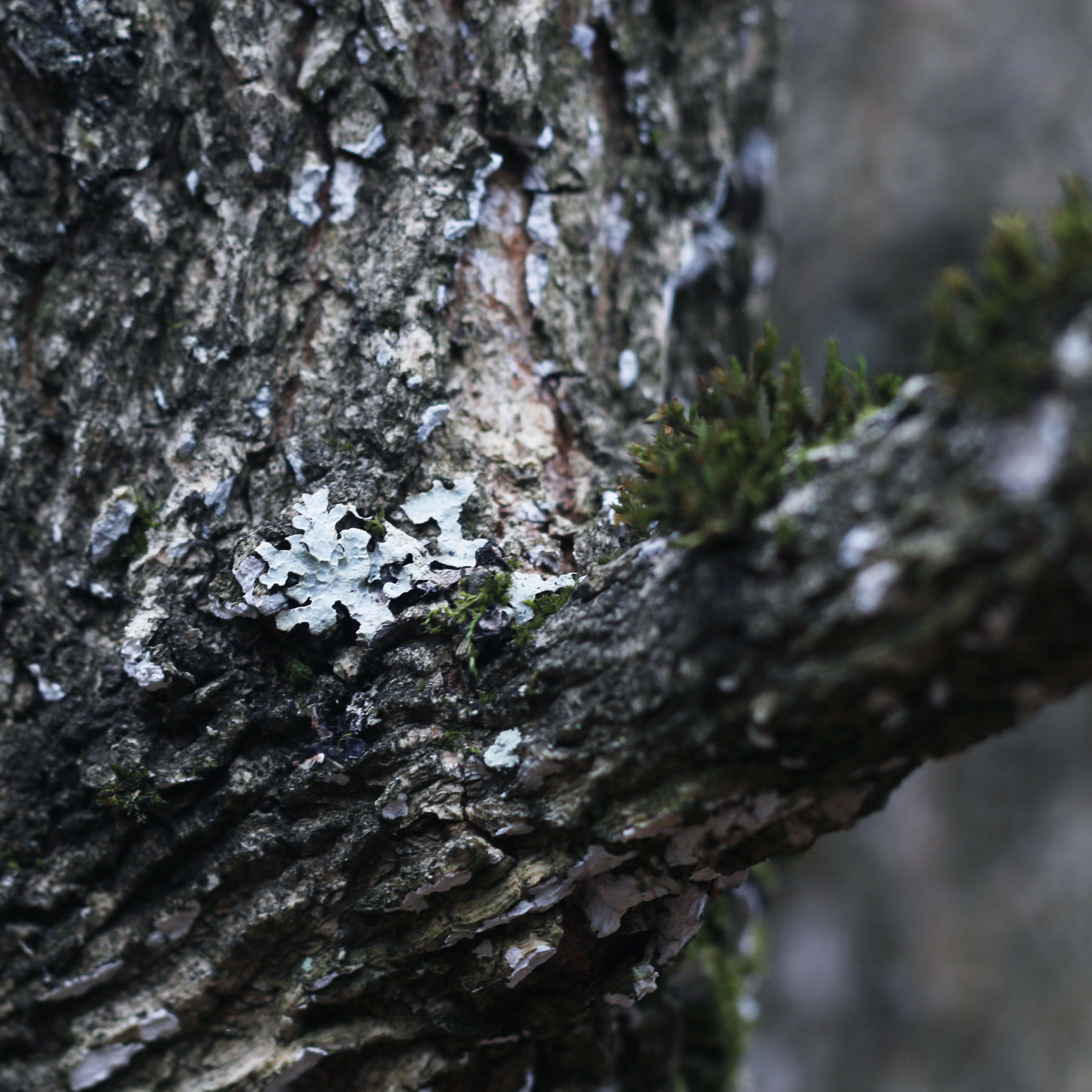
Lišejník terčovka brázditá (Parmelia sulcata) a mech rodu šurpek (Orthotrichum) na kmeni stromu

Nalézt je zde možné několik druhů vzácných mechorostů jako např. bokoplodku kostrbatou (Pleurochaete squarrosa), děrkavku istirijskou (Grimmia tergestina), hájovku Vaucherovu (Cirriphyllum tommasinii), trněnku tlustožebernou (Eurhynchium crassinervium), klaminku dlouholistou (Anomodon longifolius), pározub zprohýbaný (Didymodon sinuosus), podhořanku lesklou (Porella arboris-vitae) či krasnatu přeslenitou (Eucladium verticillatum).

### Mykoflóra
NPR Koda je mykologicky jedno z nejbohatších území ve středních Čechách. V Císařské rokli jsou známé káčovka ploská (Biscogniauxia simplicior), bolinka ploská (Camarops plana) a muchomůrka Beckerova (Amanita beckeri). Z břichatkovitých hub je to velmi vzácná hlíza Vackova (Hymenogaster vacekii), hlíza vrásčitá (Hymenogaster verrucosus) a další. V roce 1986 byl v rezervaci nalezen choroš oříš (Polyporus umbellatus), hřib Fechtnerův (Butyriboletus fechtneri), lanýž letní (Tuber aestivum), kuřátka lososová (Ramaria subbotrytis) a čirůvka růžovotřenná (Tricholoma basirubens).

### Fauna

#### Bezobratlí
Výzkum bezobratlých živočichů a především hmyzu má v NPR Koda dlouholetou tradici. Fauna bezobratlých je zde velice pestrá. Nalezneme zde druhy vázané na lesní prostředí, ale také stepní druhy. 
Z běžných měkkýšů v rezervaci najdeme uchatku nadmutou (Radix auricularia), jantarku obecnou (Succinea putris), oblovku lesklou (Cochlicopa lubrica), vrkoče malinkého (Vertigo pygmaea),  zemounka lesklého (Zonitoides nitidus), slimáka popelavého (Limax cinereoniger), plzáka španělského (Arion vulgaris), suchomilku obecnou (Xerolenta obvia), plamatku lesní (Alianta arbustorum), skalnici kýlnatou (Helicigona lapicida), páskovku keřovou (Cepaea hortensis), hlemýždě zahradního (Helix pomatia) nebo například hrachovku obecnou (Pisidium casertanum). Ze vzácných druhů měkkýšů můžeme zmínit třeba vřetenatku lesklou, která je endemickou závornatkou Českého krasu, ovsenku lesklou (Chondrina avenacea), vřetenovku rovnoústou (Cochlodina orthostoma), kuželovku skalní (Pyramidula pusilla).
Na území žije také několik druhů teplomilných pavouků jako je stepník rudý (Eresus cinnaberinus), sklípkánek černý (Atypus pyceus), slíďák Sulzerův (Alopecosa sulzeri), slíďák lesostepní (Tricca lutetiana), skákavka rudopásná (Philaeus chrysops), běžník lesostepní (Xysticus ninnii) a skálovka Schuszterova (Callilepis schusteri).
Hmyz v rezervaci se vyznačuje velikou biodiverzitou. Nejvýznamnější zástupci jsou stepníček běloskvrnný (Brachodes appendiculatus), adéla ohnivcová (Adela mazzolella), zavíječ diviznový (Anania verbascalis), drvopleň cibulový (Dyspessa ulula), píďalka kuřincová (Chesias rufata), kukléřka mramorová (Cucullia fraudatrix), travařka ozdobná (Staurophora celsia), hnědopáska alchymista (Catephia alchymista), obaleč ořešákový (Cydia amplana), zejkovec brslenový (Artiora evonymaria), vřetenuška čičorková (Zygaena ephialtes), stužkonoska dubová (Catalopa sponsa), otakárek ovocný (Iphiclides podalirius), mechovníček obecný (Mniophila muscorum), majka obecná (Meloe decoratus), ploskoroh pestrý (Ascalaphus macaronius), ušatka kůrová (Ledra aurita), saranče lesní (Chorthippus vagans), saranče bělorohá (Gomphocerippus rufus), bělásek hrachorový (Leptidea sinapis) a bělopásek dvouřadý (Limenitis camilla).

#### Obratlovci
Na lokalitě se také nachází několik druhů ohrožených obratlovců. Obojživelníci vyhledávají vlhčí části rezervace, na vhodných lokalitách lze potkat kriticky ohroženého čolka velikého (Triturus cristatus) a skokana skřehotavého (Rana ridibunda). Dalšími obojživelníky, vyskytujícími se v rezervaci, jsou čolek obecný (Triturus vulgaris), čolek horský (Triturus alpestris), mlok skvrnitý (Salamandra salamandra), skokan štíhlý (Rana dalmatina), ropucha obecná (Bufo bufo) a ropucha zelená (Bufo viridis).
Z plazů můžeme narazit na kriticky ohroženou zmiji obecnou (Vipera berus), užovku podplamatou (Natrix tessellata), užovku obojkovou (Natrix natrix), ještěrku obecnou (Lacerta agilis) nebo slepýše křehkého (Anguis fragilis). Mezi ptáky zde rovněž nalezneme několik ohrožených druhů. V lesích se můžeme setkat třeba s čápem černým (Ciconia nigra), luňákem červeným (Milvus milvus), jestřábem lesním (Accipiter gentilis), včelojedem lesním (Pernis apivorus), ostřížem lesním (Falco subbuteo), slukou lesní (Scolopax rusticola), holubem doupňákem (Columba oenas), krutihlavem obecným (Jynx torquilla), strakapoudem prostředním (Dendrocopos medius), výrem velkým (Bubo bubo) nebo žlunou šedou (Picus canus). Z ptáků žijích mimo lesní prostředí stojí za zmíňku lejsek šedý (Muscicapa striata), ledňáček říční (Alcedo atthis), koroptev polní (Perdix perdix), pěnice vlašská (Sylvia nisoria), ťuhýk obecný (Lanius collurio) či křepelka polní (Coturnix coturnix).
Z ohrožených savců zde mají své zastoupení netopýři jako je netopýr černý (Barbastella barbastellus), netopýr pestrý (Vespertilio murinus), netopýr velký (Myotis myotis), netopýr vodní (Myotis daubentonii), netopýr ušatý (Plecotus auritus), netopýr večerní (Eptesicus serotinus) a vrápenec malý (Rhinolophus hipposideros). Žijí zde také 3 chráněné druhy hlodavců: plšík lískový (Muscardinus avellanarius), plch velký (Glis glis) a veverka obecná (Sciurus vulgaris).

## Ochrana

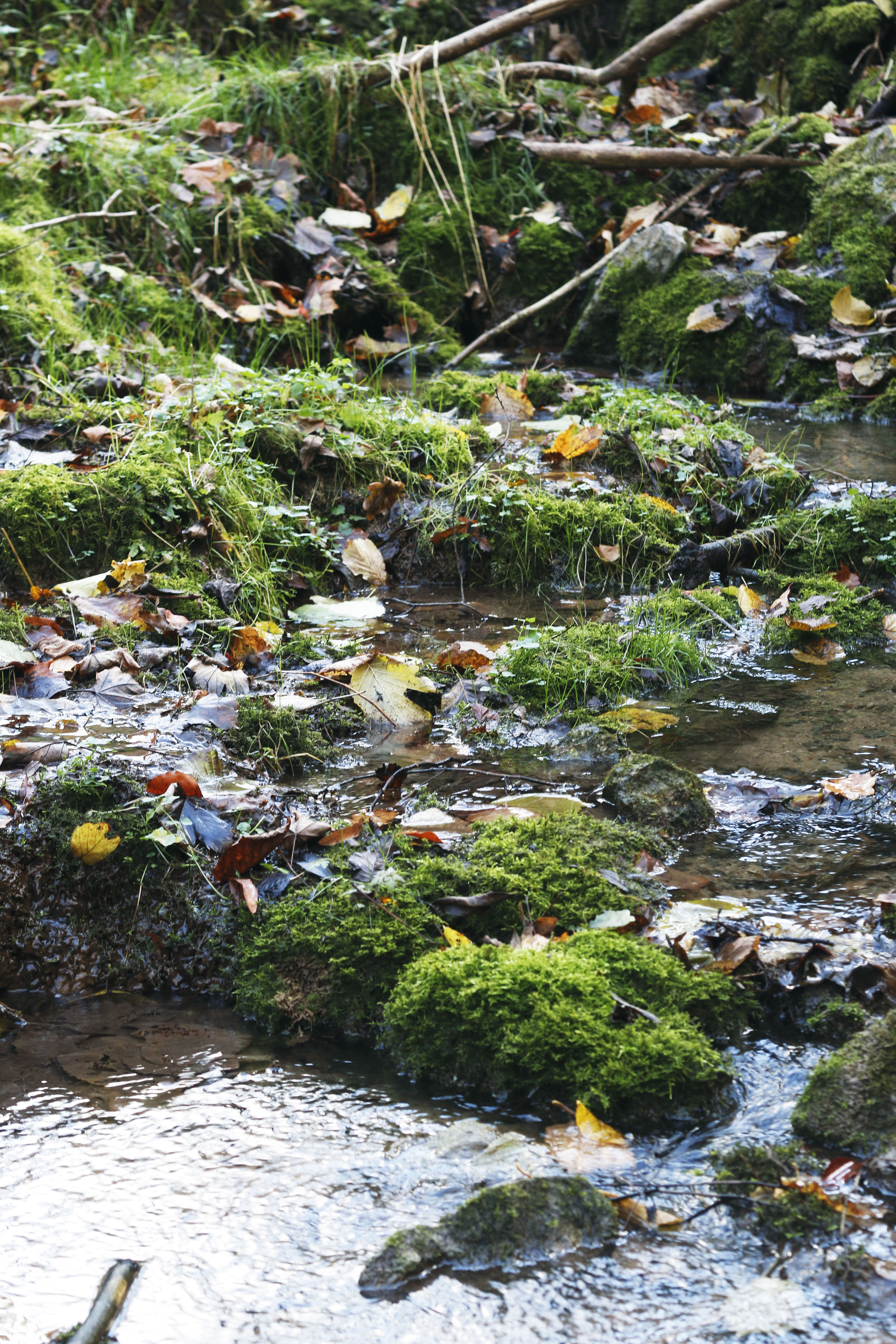
Pěnovcové kaskády v Kodské rokli

Národní přírodní rezervace Koda byla vyhlášena v roce 1952 kvůli ochraně vegetace, fauny a rázu krajiny. Hlavní cíle současného plánu péče území NPR Koda (plán na období 2018–2026) jsou:
- zachování a obnovení lesních společenstev dubohabřin, doubrav, suťových lesů a bučin
- zachování a obnova šípákových doubrav s enklávami suchých trávníků
- trvalé udržení travinného a skalního bezlesí s výskytem teplomilných druhů
- vytvoření a udržení podmínek pro udržení včelníku rakouského a jeřábu krasového
- vytvoření a udržení vhodných podmínek pro bezobratlé druhy především vázané na xerotermní raně sukcesní lokality a reliktní druhy původních lesů
- zajištění a obnova podmínek pro nerušenou tvorbu pěnovců
- zachování nenarušeného stavu podzemních i povrchových krasových jevů
- zachování nerušené existence přirozených skalních výchozů silurských a devonských vápenců.

Po vyhlášení NPR Koda bylo k lokalitě přistupováno spíše z konzervačního hlediska, nebyl zde tedy prováděn žádný ochranářský managment. Od tohoto způsobu hospodaření se ale postupně upouštělo, až se v roce 2001 začal provádět systematický managment na celém území rezervace. Péče se na jednotlivých lokalitách liší podle toho, co dané biotopy a v nich žijící druhy vyžadují. Oblasti suťových lesů a bučin jsou ponechány téměř bez zásahu. Důležité je v lese ponechat odumřelé dřevo, které může sloužit jako útočiště pro mnohé bezobratlé živočichy, lišejníky, houby či mechorosty. Občasně je však třeba provést drobné těžební zásahy, aby se i na dále dařilo udržet množství nepůvodních dřevin na minimu.
V dubohabřinách a teplomilných doubravách žije řada rostlinných i živočišných druhů, které byly vázány na pařezinné hospodaření. V takových oblastech je potřeba znovu zavést výmladkový les nebo les prořeďovat, aby zde byl dostatek světla pro oranismy, které jsou na něj vázané. 
Velmi cennými biotopy jsou skalní stepi. Na těchto lokalitách je potřeba pravidelně odstraňovat nárosty keřů, aby stepi nezarostly. K tomuto účelu je zde jednou až dvakrát ročně prováděna řízená pastva ovcí a koz. Jednou za tři až pět let je také potřeba dřeviny vyřezat a pařezy potřít herbicidem (nejčastěji se používá roundup). Vyřezaný materiál je potřeba z lokality odstranit, aby nedošlo k zmlazování dřevin.

## Turistika
Národní přírodní rezervace Koda se nachází blízko turisticky oblíbených lokalit Zlatý kůň a národní přírodní rezervace Karlštejn. Územím vedou tři turistické trasy. Na celém území rezervace platí zákaz vjezdu motorových vozidel a zákaz vstupu mimo vyznačené turistické stezky.

## Galerie

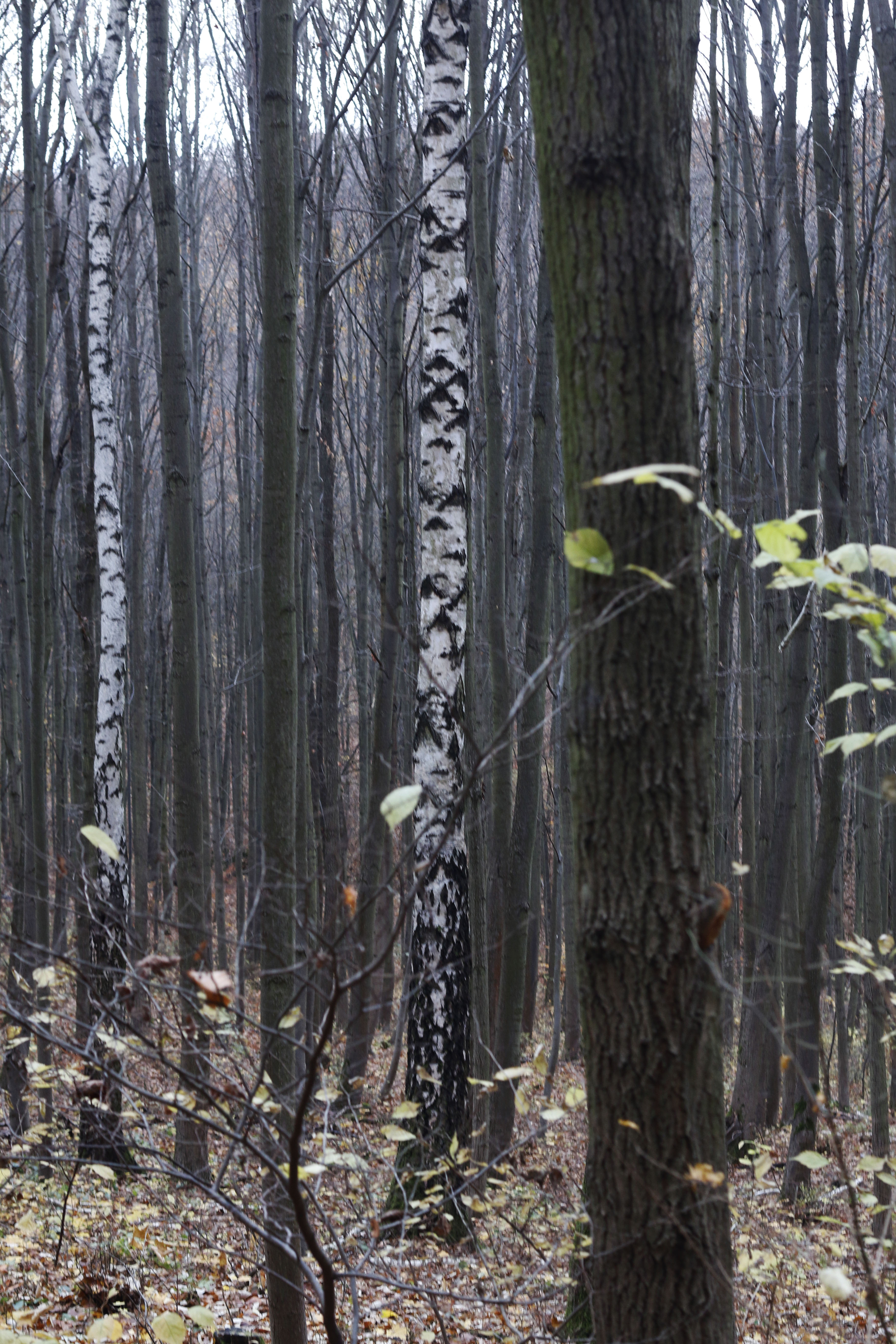
Dubohabřina
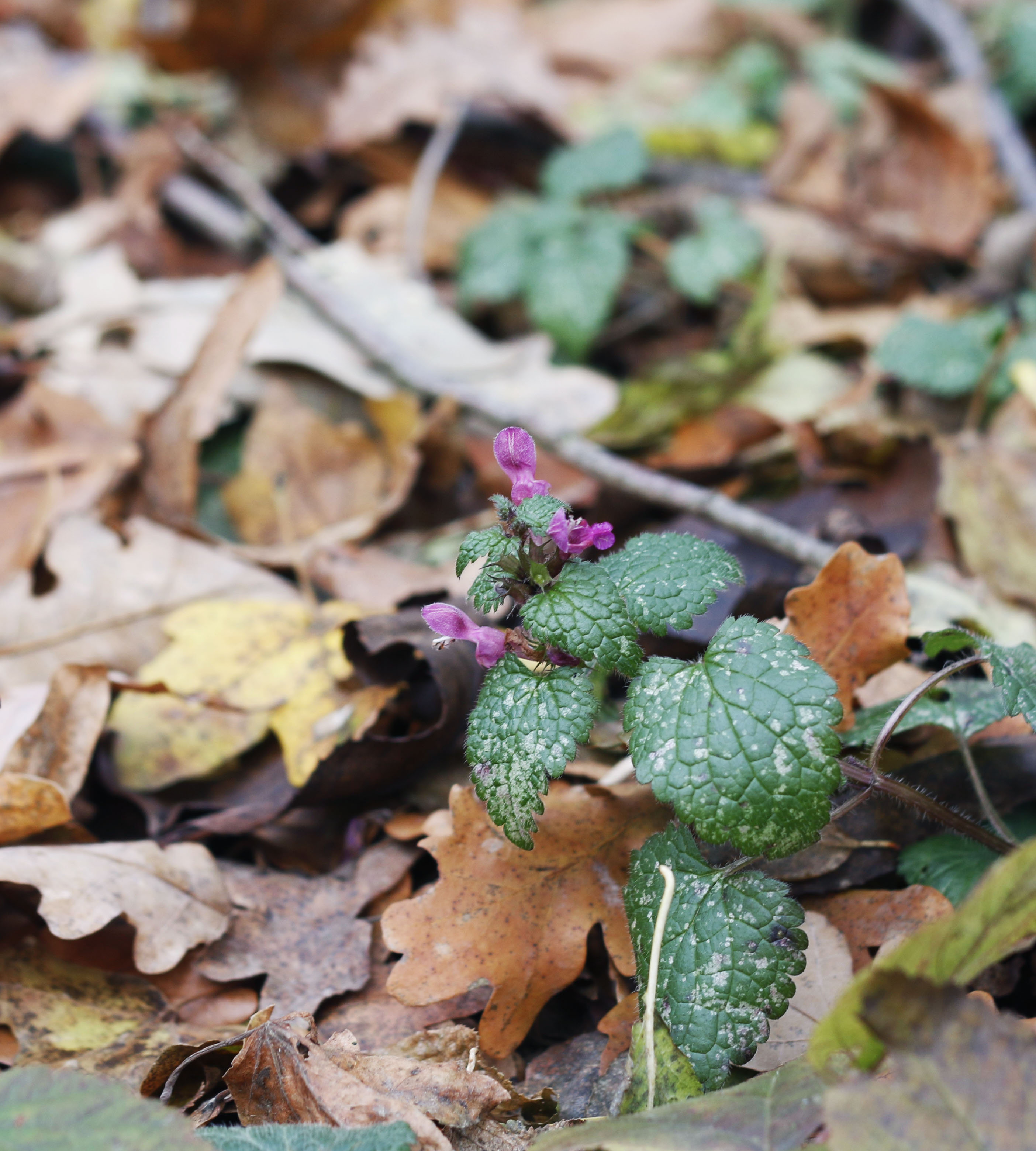
Hluchavka skvrnitá
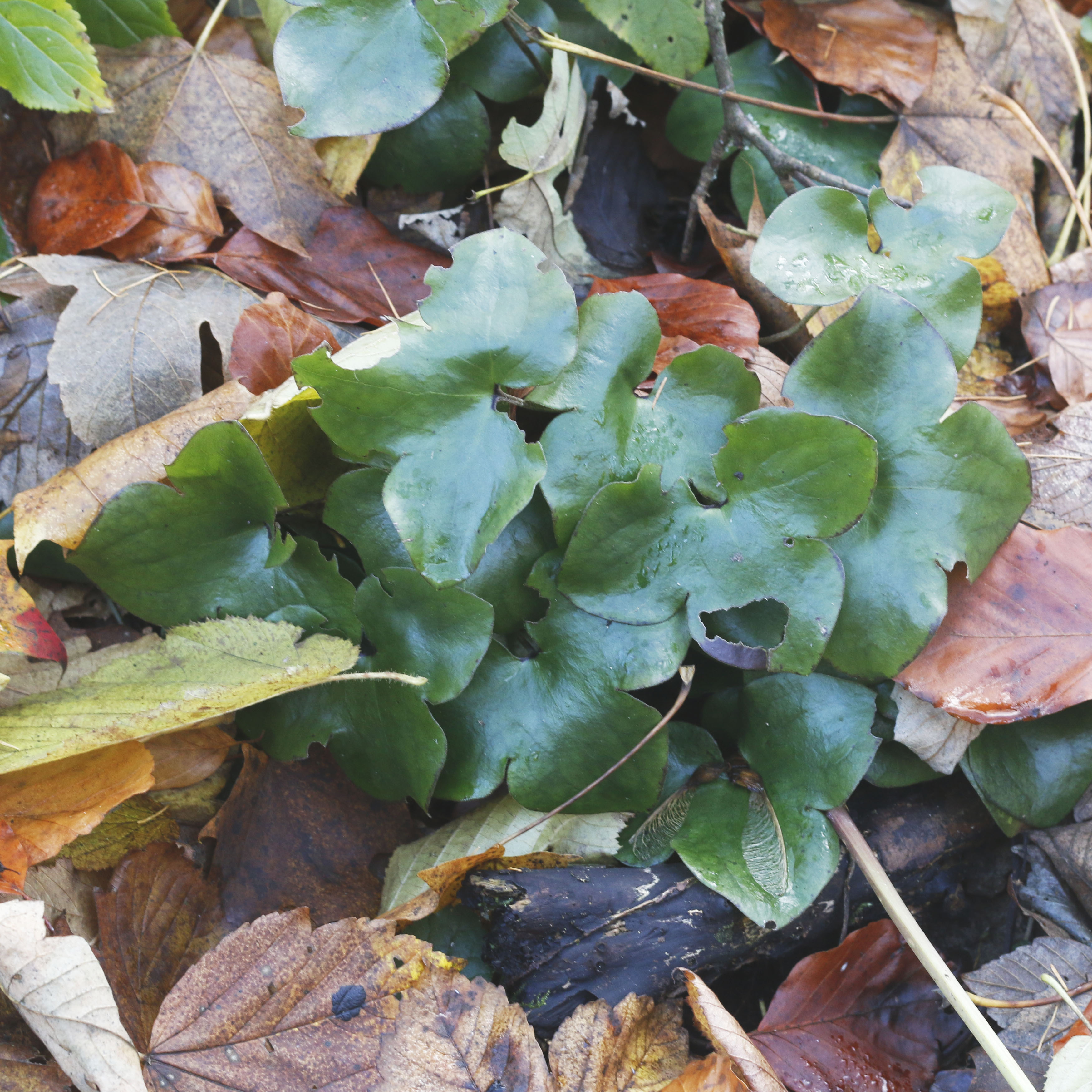
Jaterník Podléška
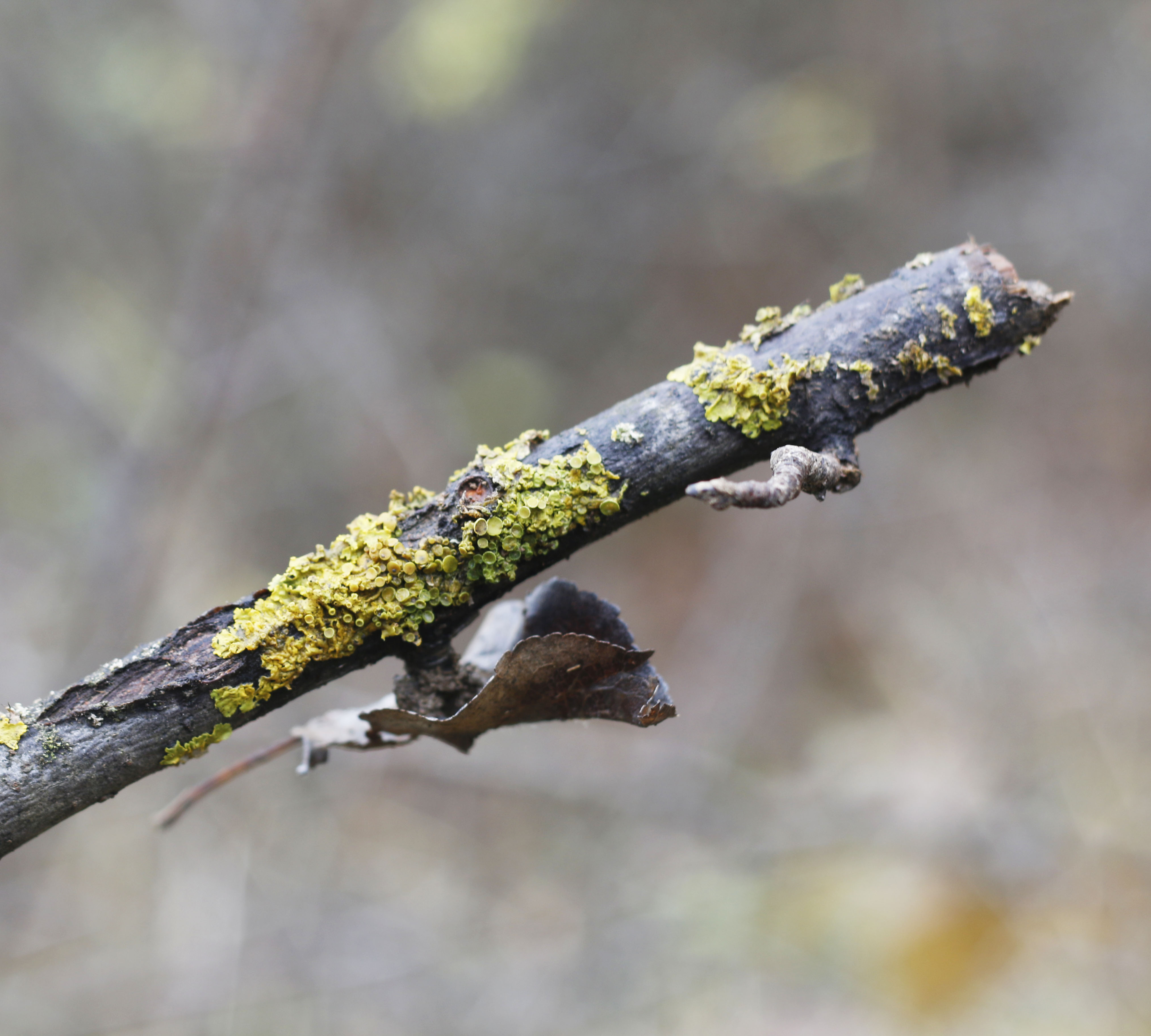
Lišejník terčovník zední na větvi buku
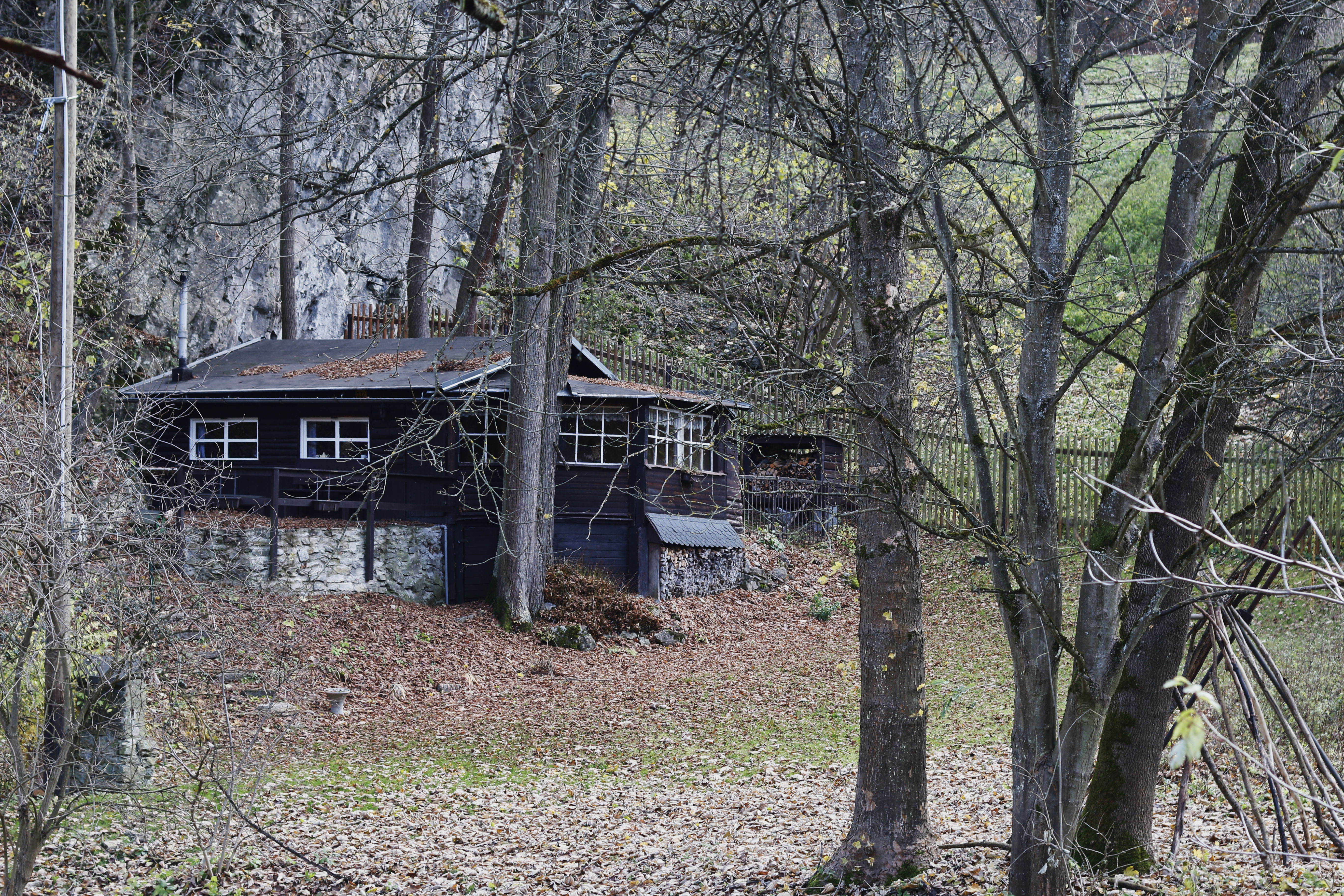
Chata v osadě Koda
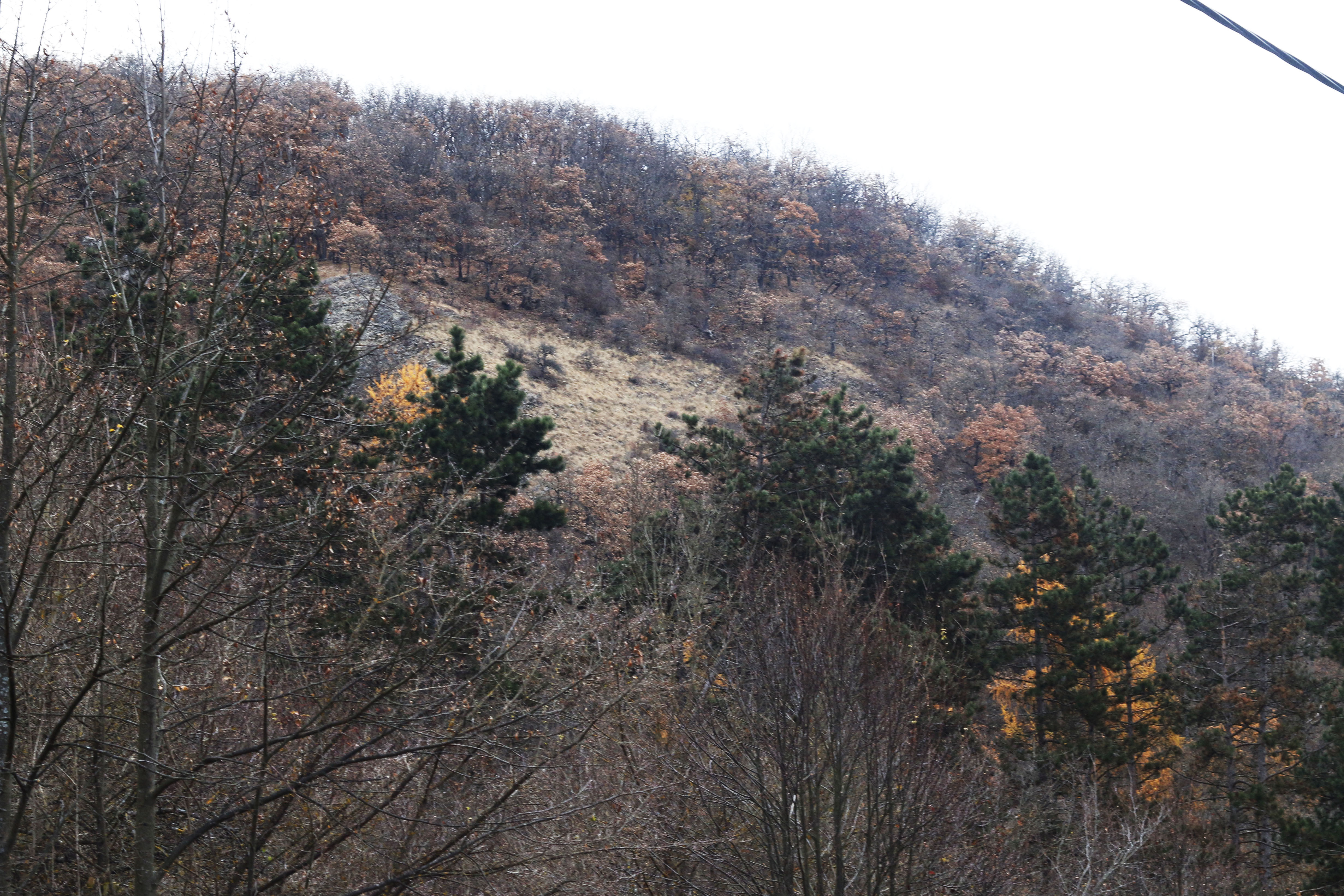
Pohled na stěnu Kodské rokle
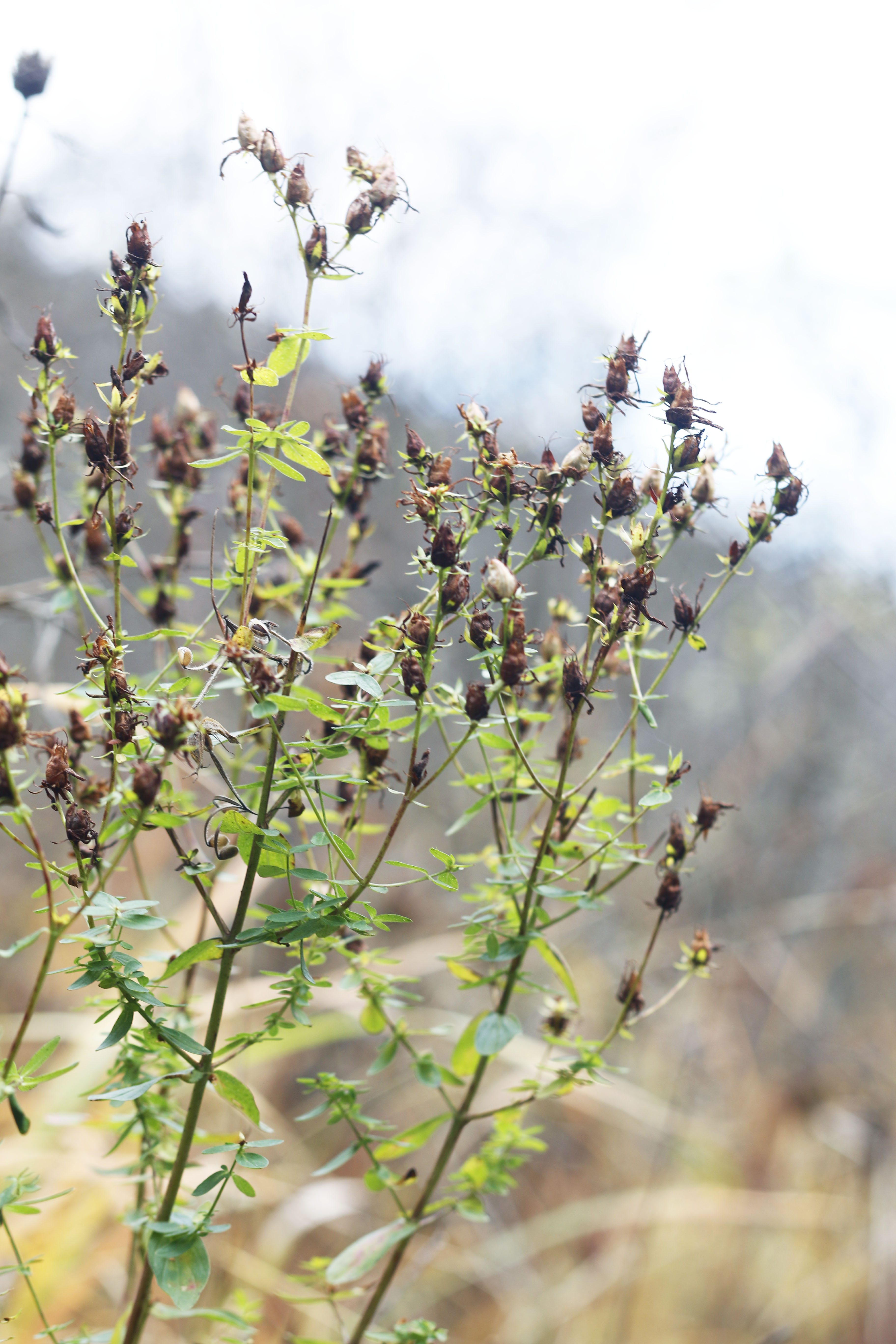
Třezalka tečkovaná
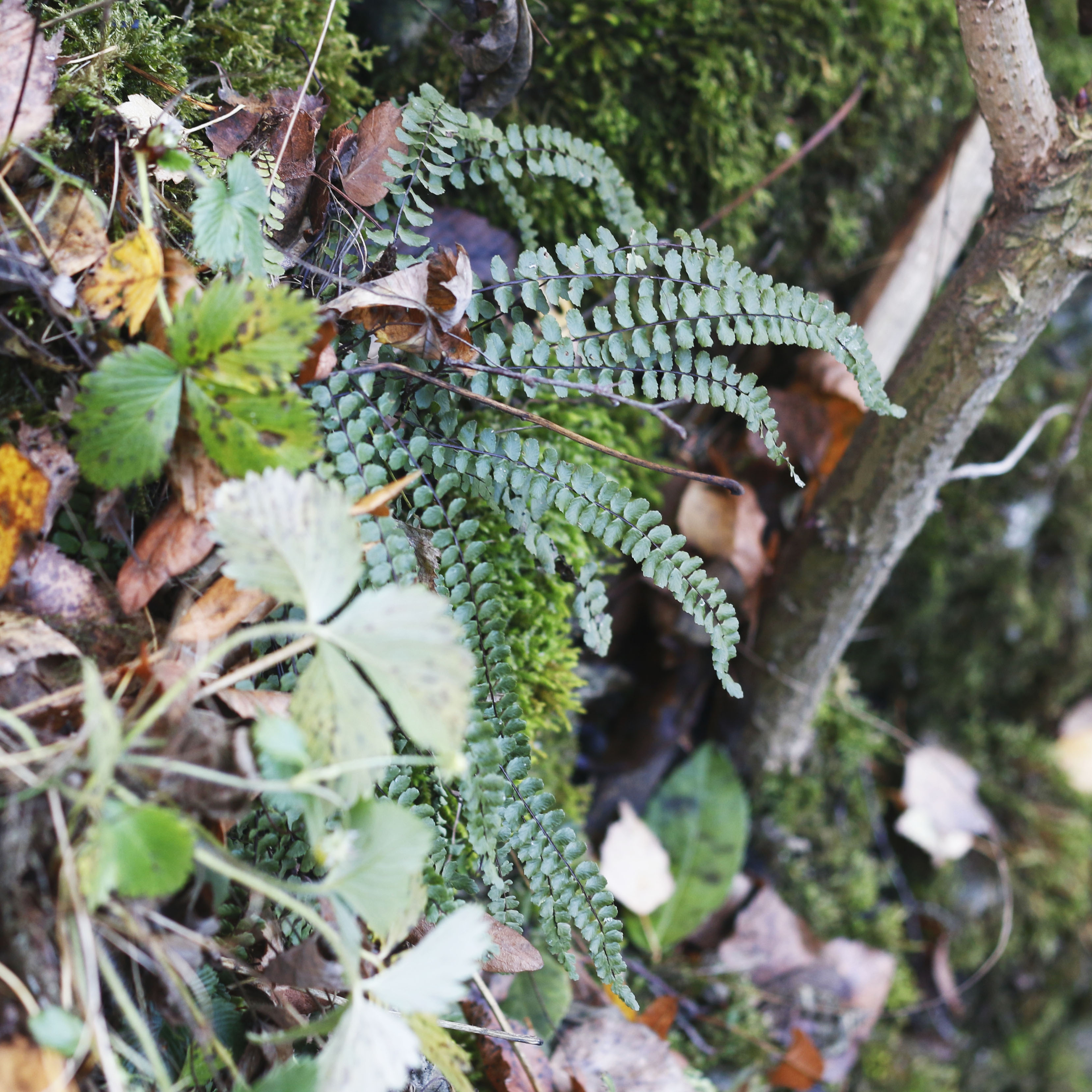
Kapradina rodu sleziník u Kodské vyvěračky
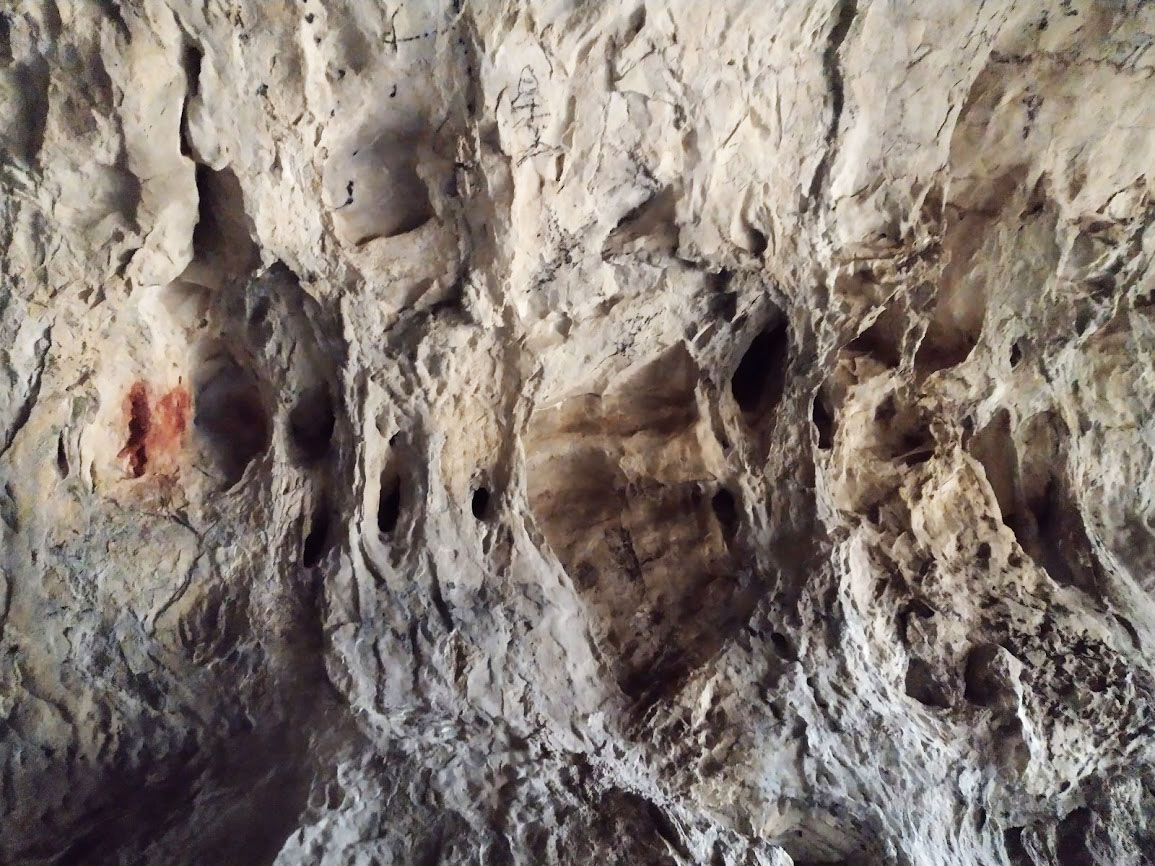
Vnitřní stěna jeskyně Koda